# Kreuz Düsseldorf-Nord
Het Kreuz Düsseldurf-Nord is een knooppunt in de Duitse deelstaat Noordrijn-Westfalen. Op dit knooppunt kruist de A52 (Nederlandse grens -Essen) de A44 (Mönchengladbach-Kreuz Ratingen-Ost).

## Geografie
Het knooppunt bestaat uit twee delen, het noordelijke ligt in Düsseldorf niet ver van de stadsgrens met Ratingen en heeft de vorm van een half turbineknooppunt. Het zuidelijke gedeelte van het knooppunt ligt in de stad Ratingen en kent de vorm van een trompetknooppunt. Nabijgelegen stadsdelen zijn zowel Rath, Lichtenbroich en Lohausen van Düsseldorf als het stadsdeel West van Ratingen. Het knooppunt ligt ongeveer 8 km ten noorden van het centrum van Düsseldorf, ongeveer 25 km ten zuidwesten van Essen en ongeveer 15 ten zuiden van Duisburg. Ten westen van het knooppunt ligt aan de A44 de Flughafen Düsseldorf.

## Rijstroken
Nabij het knooppunt heeft de A44 2x2 rijstroken en de A52 heeft 2x3 rijstroken.

## Verkeersintensiteiten
In 2010 werd het knooppunt dagelijks door ongeveer 100.000 voertuigen gebruikt. 
| Van                            | Naar                           | Gemiddeld aantal voertuigen per dag | Percentage vrachtverkeer |
| ------------------------------ | ------------------------------ | ----------------------------------- | ------------------------ |
| AS Düsseldorf-Flughafen (A 44) | AK Düsseldorf-Nord             | 66.500                              | 5,5 %                    |
| AK Düsseldorf-Nord             | AS Ratingen-Schwarzbach (A 44) | 39.500                              | 5,3 %                    |
| AS Düsseldorf-Rath (A 52)      | AK Düsseldorf-Nord             | 41.900                              | 5,0 %                    |
| AK Düsseldorf-Nord             | AS Ratingen (A 52)             | 53.700                              | 4,6 %                    |

## Richtingen knooppunt
| Aansluitende wegen                             | Aansluitende wegen | Aansluitende wegen | Aansluitende wegen | Aansluitende wegen                       |
| ---------------------------------------------- | ------------------ | ------------------ | ------------------ | ---------------------------------------- |
| richting Luchthaven Düsseldorf Mönchengladbach |                    |                    |                    | richting Oberhausen / Essen              |
|                                                |                    |                    |                    |                                          |
|                                                |                    |                    |                    |                                          |
|                                                |                    |                    |                    |                                          |
| richting Düsseldorf                            |                    |                    |                    | richting Keulen / Velbert Frankfurt a.M. |

## Weblinks
- Bilder des Autobahnkreuzes